# 신후식 (목회자)
신후식(申厚植, 일본식 이름: 東原厚植, 1903년 ~ 2010년 11월 11일)은 한국의 장로교 목사이다. 아호는 보산(普山)이다.

## 생애
경상북도 청송군 출신이다. 기독교 가정에서 출생하여 어릴 때 신자가 된 뒤 대구의 장로교 계열 계성학교를 졸업하였다. 이후 대구에서 선교사들이 운영하는 성경학교를 마치고 목회에 뜻을 두게 되었다.
평양의 숭실전문학교를 거쳐 평양신학교에 입학하였다. 1936년에 평양신학교를 제29회 졸업생으로 졸업하고 고향인 경북 지역으로 내려왔다. 1937년부터 이 지역에서 목회를 시작하여 관서 지역에 비해 기독교 세력이 척박한 경북노회에서 촉망받는 지도자가 되었다.
중일 전쟁과 태평양 전쟁 기간 중 전쟁에 협력한 행적이 있다. 장로교단이 전쟁 초기에 결성한 국민정신총동원조선예수교장로회연맹에 참여했고, 일제 패망 직전인 1945년에 조선의 개신교 교단을 모두 폐쇄하고 일본 기독교 산하로 흡수한 일본기독교조선교단에서는 장로교 대표로 경북 교구장에 임명되었다. 일제는 신사참배 강요 정책에 따라 개신교 목사들을 동원하여 '성지순례'라는 이름으로 일본 곳곳의 신사를 참배시켰는데, 이때도 참가하였다.
광복 후에는 유재기의 뒤를 이어 대구제일교회 담임목사를 맡았고, 기독교 교육에도 관심을 기울여 신명고등여학교를 재건한데 이어 모교인 계성학교의 후신인 계성고등학교 교장으로 재직했다. 계성고등학교와 신명여자고등학교 교장을 맡고 있던 1970년에 대한예수교장로회(통합) 총회장에 당선되었고, 이듬해 은퇴했다. 1978년 미국 동부로 이주해 그 곳에서 여생을 보냈다.
2008년 공개된 민족문제연구소의 친일인명사전 수록예정자 명단 중 개신교 부문에 포함되었다.
2010년 11월 11일 미국 필라델피아 자택에서 향년 108세 나이로 타계했다.

## 같이 보기
- 일본기독교조선교단
- 대구제일교회
- 계성고등학교
- 신명고등학교

## 참고 자료
- 김수진 (2005년 9월 20일). 〈제55회 총회장 신후식 목사 (1970-1971년)〉. 《총회를 섬겨온 일꾼들》. 서울: 한국장로교출판사. ISBN 8939806433.